# Lodge Grass
Lodge Grass (crow Aashbacheeitche) és una població dels Estats Units a l'estat de Montana. Segons el cens del 2000 tenia 510 habitants.

## Demografia
Segons el cens del 2000, Lodge Grass tenia 510 habitants, 147 habitatges, i 115 famílies. La densitat de població era de 820,5 habitants per km². El 9,6% són blancs, el 86,7% són amerindis, el 0,2% són asiàtics, i el 3,3% de dues o més races. Els  hispànics o llatins de qualsevol raça eren l'1,4% de la població.
Dels 147 habitatges en un 57,1% hi vivien nens de menys de 18 anys, en un 47,6% hi vivien parelles casades, en un 27,2% dones solteres, i en un 21,1% no eren unitats familiars. En el 18,4% dels habitatges hi vivien persones soles el 6,1% de les quals corresponia a persones de 65 anys o més que vivien soles. El nombre mitjà de persones vivint en cada habitatge era de 3,47 i el nombre mitjà de persones que vivien en cada família era de 3,9.
Per edats la població es repartia de la següent manera: un 42,4% tenia menys de 18 anys, un 9,6% entre 18 i 24, un 29% entre 25 i 44, un 13,5% de 45 a 60 i un 5,5% 65 anys o més.
L'edat mediana era de 23 anys. Per cada 100 dones de 18 o més anys hi havia 77,1 homes.
La renda mediana per habitatge era de 22.120 $ i la renda mediana per família de 22.222 $. Els homes tenien una renda mediana de 20.833 $ mentre que les dones 20.375 $. La renda per capita de la població era de 8.130 $. Aproximadament el 37,1% de les famílies i el 40,3% de la població estaven per davall del llindar de pobresa.

## Poblacions més properes
El següent diagrama mostra les poblacions més properes.